# Ярчук Артем Миколайович
Артем Ярчук (рос. Артём Николаевич Ярчук; 3 травня 1990, Ярославль — 7 вересня 2011, Ярославль) — російський хокеїст, що грав на позиції крайнього нападника.

## Ігрова кар'єра
Професійну хокейну кар'єру розпочав 2010 року.
Усю професійну клубну ігрову кар'єру, що тривала 4 роки, провів, захищаючи кольори команди «Капітан» (Ступіно), «Рись» (Подольськ), «Южний Урал» (Орськ) та «Локомотив» (Ярославль) (КХЛ).
Виступав у складі юніорської збірної Росії, бронзовий призер юніорського чемпіонату світу 2007.

## Загибель
7 вересня 2011 під час виконання чартерного рейсу за маршрутом Ярославль—Мінськ сталася катастрофа літака Як-42 внаслідок чого загинуло 43 особи з 45-и (після авіакатастрофи вижило лише двоє — хокеїст Олександр Галімов та бортінженер Олександр Сізов, які у важкому стані були госпіталізовані до міської лікарні Ярославля), серед загиблих також був і гравець Артем Ярчук.

## Статистика
| Сезон     | Клуб                    | Ліга       | Регулярний сезон | Регулярний сезон | Регулярний сезон | Регулярний сезон | Регулярний сезон | Плей-оф | Плей-оф | Плей-оф | Плей-оф | Плей-оф |
| Сезон     | Клуб                    | Ліга       | І                | Г                | П                | О                | ШХ               | І       | Г       | П       | О       | ШХ      |
| --------- | ----------------------- | ---------- | ---------------- | ---------------- | ---------------- | ---------------- | ---------------- | ------- | ------- | ------- | ------- | ------- |
| 2005-2006 | «Локомотив»-2           | Перша ліга | 1                | 0                | 0                | 0                | 0                | —       | —       | —       | —       | —       |
| 2006-2007 | «Локомотив»-2           | Перша ліга | 26               | 5                | 4                | 9                | 16               | —       | —       | —       | —       | —       |
| 2007-2008 | «Локомотив»-2           | Перша ліга | 31               | 16               | 12               | 28               | 40               | 8       | 3       | 0       | 3       | 6       |
| 2008-2009 | «Локомотив»-2           | Перша ліга | 31               | 12               | 13               | 25               | 22               | -       | -       | -       | -       | -       |
| 2008-2009 | «Капітан» (Ступіно)     | ВХЛ        | 24               | 3                | 2                | 5                | 12               | 9       | 3       | 0       | 3       | 10      |
| 2009-2010 | «Рись» (Подольськ)      | ВХЛ        | 44               | 11               | 13               | 24               | 66               | —       | —       | —       | —       | —       |
| 2009-2010 | «Южний Урал» (Орськ)    | ВХЛ        | 4                | 0                | 1                | 1                | 2                | 4       | 0       | 0       | 0       | 2       |
| 2010-2011 | «Локомотив» (Ярославль) | КХЛ        | 17               | 0                | 0                | 0                | 4                | —       | —       | —       | —       | —       |
| 2010-2011 | «Локо» (Ярославль)      | МХЛ        | 20               | 13               | 3                | 16               | 38               | 3       | 0       | 0       | 0       | 2       |